# Lucy Fry

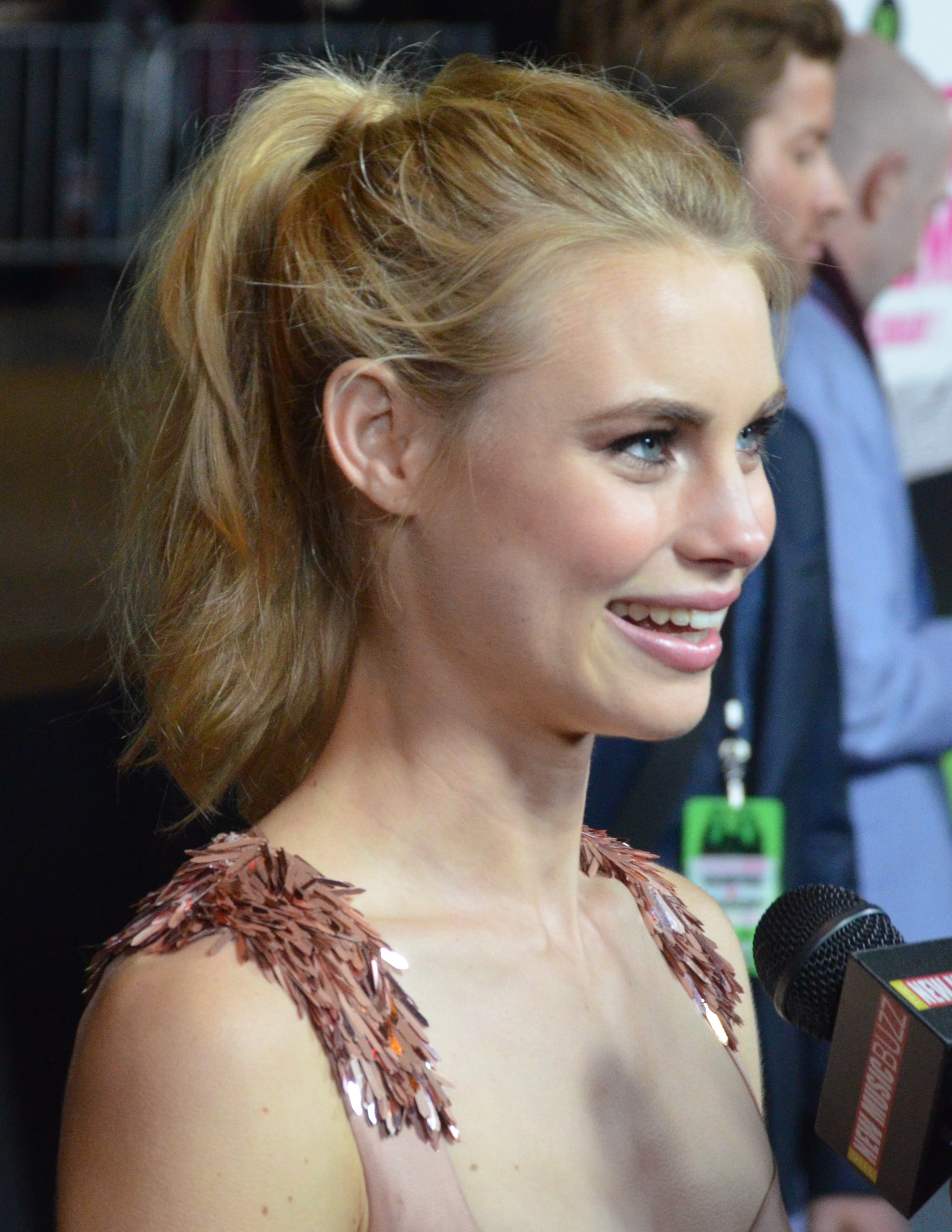
Lucy Fry (2014)

Lucy Elizabeth Fry (ur. 13 marca 1992 w City of Brisbane) – australijska aktorka.

## Życiorys
W 2012 roku grała postać Zoey w australijskim serialu Lightning Point. W 2013 roku zagrała Lylę, jedną z tytułowych syren w serialu Mako Mermaids: Syreny z Mako. W 2014 roku wystąpiła w Akademii wampirów.
W 2017 zagrała Tikkę, jedną z głównych postaci w filmie Bright, wyprodukowanym przez Netflix.

## Filmografia
| Rok       | Tytuł                        | Rola             | Nota                            |
| --------- | ---------------------------- | ---------------- | ------------------------------- |
| 2012      | Reef Doctors                 | Josie            |                                 |
| 2012      | Lightning Point              | Zoey             | serial, główna rola             |
| 2013      | Mako Mermaids: Syreny z Mako | Lyla             | serial, główna rola             |
| 2014      | Akademia wampirów            | Lissa Dragomir   |                                 |
| 2014      | Now Add Honey                | Honey Halloway   |                                 |
| 2015      | The Preppie Connection       | Alex Hayes       |                                 |
| 2016      | Mr. Church                   | Poppy            | inny tytuł: Henry Joseph Church |
| 2016      | Duchy kanionu                | Stephanie Taylor |                                 |
| 2016      | 22.11.63                     | Marina Oswald    | gł. rola; 8 odc.                |
| 2016      | Wolf Creek                   | Eve Thorogood    | gł. rola; 6 odc.                |
| 2017      | Bright                       | Tikka            |                                 |
| 2019–2021 | Ojciec chrzestny Harlemu     | Stella           | serial; gł. obsada              |
| 2019      | She's Missing                | Heidi            |                                 |
| 2021      | Nocne kły                    | Zoe              |                                 |
| 2021      | Last Looks                   | Jayne White      |                                 |